# Apamea italica
Apamea italica là một loài bướm đêm trong họ Noctuidae.